# Јанко Ниловић
Јанко Ниловић (Истанбул), 29. мај 1942) је мулти-инструменталист, музички аранжер, композитор, диригент, певач-вокалист и продуцент француско-црногорског порекла. Од инструмената свира клавијатуре, удараљке и бубњеве, гитару, бас, као и многе дувачке инструменте. Главни извођачки стилови и музички правци су му џез (Кубански, "Fusion" и Big Band Jazz) и фанки.
Рођен је 20. маја 1941. у Истанбулу, Турској. Живи у Француској од 1960. године, држављанство је примио 1973. године.
Јанко Ниловић пише и ствара музику у свим стиловима од класичне и поп музике, до џеза и фанка. Карактеристичан Ниловићев стил је дубок и инструментално богат џез са сталним призвуком фанкија. Компоновао је и музику за децу, класичну музику за оркестар са 16 тромбона, а његова џез остварења популарна су чак и у Јапану.

## Биографија
Јанко Ниловић је рођен у Истанбулу, од оца Пренца Ниловића, Црногорца и мајке Катине, Гркиње.
Отац је 1918. био у посети Турској код брата Луке, који је радио у Британској амбасади у Анкари, а потом се овде и сам запослио, у амбасади Француске. У Истанбулу и Анкари је радио пуних 35 година. Отац Јанка је био музички настројен, свирао је флауту и гусле. Сину Јанку је најпре купио панску фрулу и хармонику, а касније виолину, на њима је свирао по слуху.
Јанко Ниловић је самоуки музичар. Са дванаест година већ је свирао клавир, а усавршавао се под рукама професора клавира Марти Папазиан (Marthe Papazian). Јанко је у то време био фасциниран и плесом, те се почео њиме бавити и чак постао толико посвећен, да плешући са млађом сестром у пару осваја прво место на такмичењу плеса.
Јанка је занимала и књижевност, пре свега хрватска, српска, руска итд. Тако је већ са 15 година за себе сматрао да је песник, музичар и плесач.
Међутим, следећи наступајући тренд у музици – рок – драстично је изменио правац његове инспирације. Док је у Истанбулском конзерваторијуму студирао обоу и бубњеве, на клавиру је свирао "буги-вуги" и блуз. Сматрао је великом срећом да је тих дана на радију чуо рокенрол у извођењу Елвиса Прислија, Била Хејлија, Фатса Домина и других. То је на њега утицало толико, да је 1955. напустио музичку школу и основао свој први бенд. Као вођа и певач групе, у њој је још свирао и додатних осам инструмената: клавир, гитару, бас, бубњеве и 4 саксофона. Почео је да наступа професионално у џез клубу Истанбула, свирајући у једној од тадашњих најбољих музичких постава у Турској. Репертоар им је био џез и афро-кубански стил.
Ниловић је већ са 17 година писао и аранжирао музичке нумере у свим стиловима од џеза, преко класичне музике, до ритам-блуза (Rhythm' n' Blues). Године 1960, са 19 одлази у Париз, где потом зарађује свирајући у клубовима, а у међувремену код познатог учитеља Џулијена Фока (Julien Falk) студира хармонику и фугу. Пошто му будућност са оваквим начином живота у Паризу није обећавала, одлучује да се укључи у шоу-бизнис. Са америчким певачем Дејви Џонсом (Davy Jones) оснива музичку кућу “Ju Ju” Records, а након сусрета са издавачем Montparnasse 2000 (MP 2000) започиње дугу каријеру музичке продукције. За овај музички студио током следећих година компонује око 60 LP плоча, што ће му постати завидан извор средстава. Тиме стиче услове за рад на свом првом самосталном LP-ју Psyc' Impressions. Montparnasse 2000 је 1970. пласирала ову плочу, инспирисану тадашњим „психоделичним” трендом (Пинк Флојд, Кинг Кримсон и други) и она је постала апсолутни успех. Јанко је са 29 година био на врхунцу своје каријере.
Осамдестих година опробава се и у Холивуду, а потом у Њујорку, Канади и Јапану покушавајући да офилми своју новелу "Клавир у свемиру" ("A Piano In Space"), али у томе не успева. Та идеја, у модернизованој форми и даље му је на уму – чекајући инспиративног продуцента дело је адаптирао и за мјузикл, анимирани филм, стрип...
Јанко је до дан данас екстремно продуктиван музичар. Током 60-их и 70-их је био толико активан, да се не зна тачан број његових дела. Сам каже да је снимио најмање 150 синглова, али је тај број вероватно много већи.
У току своје музичке каријере служио се и следећим псеудонимима: Alan Blackwell, Emiliano Orti, Johny Montevideo, Andy Loore, Heinz Kube, Bill Mayer, Ennio Morandi, Philippe Gray, The Texas Travellers и др.
Истовремено са продукцијом низа албума за дискографску кућу МП 2000 под заједничким називом Impressions, а који се широко користе у ТВ документарцима, радио је као оргуљаш у париској продукцији мјузикла Коса. Такође је објављивао плоче за друге издавачке куће, користећи псеудониме Енди Лур и Џони Монтевидео, а средином 1970-их почео је да ради у Белгији где је продуцирао албум Funky Tramway, један од његових најуспешнијих албума. Аранжирао је песме Мишела Јонаса и Жерара Ленормана.
Након што је крајем 1970-их напустио МП 2000, Ниловић је основао дискографску кућу и фокусирао се на компоновање музике. Ниловићева репутација и утицај су расли, а његову музику су почели да користе хип-хоп и други музичари.
Продуцент Dr. Dre је семпловао велики део Ниловићевог „Underground Session” за своју нумеру „Loose Cannons“. Продуцент No I.D. је семпловао Ниловићеву песму „In the Space” за Јay-Z-јеву D.O.A. (Death of Auto-Tune) Музичар Danny!, кога је Jay-Z подржавао, семпловао је „Tapatapa“ за албум And I Love H.E.R.: Original Motion Picture Soundtrack.
Ниловић је 2010. био кономинован за награду Греми за реп песму „D.O.A.(Death of Auto-Tune)“.
Јанко са супругом Јоханом (Yohana) живи у Паризу, имају двоје синова Сашу и Јована. Планира да отвори џез клуб у Будви. Тренутно држи концерте са својим бендом Janko Nilovic Trio (клавир, бас, бубњеви) а са другим, JNB - Janko Nilovic Band снима у студију. Између осталих, писао је музику за Џеј-Зиа (Jay-Z) и Бијонсе.

## Дискографија
| 1968 — |
| - Visions Fantastique (Telemusic)                                                                         |
| - Hommage a monsieur Charlie Chaplin (Trema)                                                              |
| - Janko Nilovic & Herve Roy (Telemusic)                                                                   |
| - King Set - Jezebel/Mon Brouillard                                                                       |
| - Janko Nilovic, Raymond Guiot & Herve Roy (Telemusic)                                                    |
| - Jehan Jonas (SFP)                                                                                       |
| 1969 — |
| - Jehan Jonas - L' album de famille (AZ)                                                                  |
| - Yohana - C'est lui/Hiroshima (AZ)                                                                       |
| - Musique au soleil (Neuilly)                                                                             |
| - International Circus Band - Rande parade de cirque (Neuilly)                                            |
| - Los patos - Voodoo ju ju obsession (Festival)                                                           |
| - Lana Grey-malaise (Orion)                                                                               |
| - Spots & Cues (radio/tv/film) (Travel Music)                                                             |
| - Davy Jones and the Voodo Funk Machine - Sookie Sookie (Philips)                                         |
| - Daniel J. White - Music pour (MP 2000) 01                                                               |
| - Daniel J. White - Music pour (MP 2000) 02                                                               |
| - Abra k Dabra - "Groovy Kind Of Samba / The Ju Ju & The Thing" (Ju Ju)                                   |
| 1970 — |
| - Davy Jones - Voodoo (Philips)                                                                           |
| - Janko Nilovic and Dave Sucky - Music and sound effects (MP 2000) 03                                     |
| - Images musicales enfantines (Neuilly)                                                                   |
| - Ambience et rythmes (Neuilly)                                                                           |
| - Generiques (Neuilly)                                                                                    |
| - Tonton Roland - piano solos (Neuilly)                                                                   |
| - Piano bastringue (Neuilly)                                                                              |
| - Guy Frassetto (RCA)                                                                                     |
| - Special sports d'hiver vol.9 (Neuilly)                                                                  |
| - Vous avez aime (Carissima)                                                                              |
| - Rene Costy & Janko Nilovic (MP 2000) 03                                                                 |
| - Daniel J. White - Musique pour... (MP 2000) 05                                                          |
| - Psyc' impressions (MP 2000) 06                                                                          |
| - La nuit est une fete (Telemusic)                                                                        |
| - Janko Nilovic & J.J. Debout - Music bazaar (Telemusic)                                                  |
| - Pop Revolution (Telemusic)                                                                              |
| 1971 — |
| - Andy Loore & Claude Benaya - Bastringue au saloon (Crea Sound)                                          |
| - Musique en couleurs (Neuilly)                                                                           |
| - Musique pour les enfants sages (Neuilly)                                                                |
| - Musique pour films muets (Neuilly)                                                                      |
| - Texas Travellers - Western Panorama (Neuilly)                                                           |
| - Texas Travellers - La conquete de l'ouest                                                               |
| - Andy Loore - Los indios paraguayos (Atlanta)                                                            |
| - Musique en Vrac (Telemusic)                                                                             |
| - Les désaxées (Pueblo)                                                                                   |
| - Vocal Impressions (MP 2000) 08                                                                          |
| - Bobby Cannon - Moon Man /Lover's Summer Song (Ju Ju Records)                                            |
| - Janko Nilovic & Pascal Auriat - Power (Briand)                                                          |
| - Andy Loore - Evasion (Crea Sound)                                                                       |
| - Andy Loore - Open Air (Crea Sound Ltd)                                                                  |
| 1972 — |
| - Pop Impressions (MP 2000) 11                                                                            |
| - Prosit (Neuilly)                                                                                        |
| - Comte de Saint-Germain - Les rivilations (Briand)                                                       |
| - Grande parade du cirque (Neuilly)                                                                       |
| - Musique pour les enfants sages (Crea Sound Ltd)                                                         |
| - Johny Montevideo - Violin Cartoons (Crea Sound Ltd)                                                     |
| 1973 — |
| - Johny Montevideo - Love Vacances (Crea Sound Ltd)                                                       |
| - Jerry Mengo, Janko Nilovic and Richard Morand - Black Jack Party (MP 2000) 12                           |
| - Michel Laurent - "Black Young Love" (Heloïse)                                                           |
| - Bill Mayer Orchestra - Bier und Musik (Atlanta)                                                         |
| - Il etait une fois la revolution (Atlanta)                                                               |
| - Daniel J. White - Le monde musical de racine (MP 2000) 15                                               |
| - Janko Nilovic and Dave Sucky - Supra Pop Impressions (MP 2000) 16                                       |
| - Jazz Impressions 1 (MP 2000) 17                                                                         |
| - Jazz Impressions 2 (MP 2000) 18                                                                         |
| 1974 — |
| - Classical Phases (MP 2000) 24                                                                           |
| - Jouets musicaux (MP 2000) 28                                                                            |
| - Giant (MP 2000)                                                                                         |
| - Chorus (MP 2000) 34                                                                                     |
| - Daniel J. White - Illustration Sonore Vol. 2 (Vega)                                                     |
| - Power - Number One (AZ)                                                                                 |
| - Rythmes contemporains (MP 2000) 36                                                                      |
| - Stylissimo (MP 2000) 40                                                                                 |
| 1975 — |
| - Percussions dans l'espace (MP 2000) 42                                                                  |
| - Funky Tramway (Vogue)                                                                                   |
| - Soul Impressions (MP 2000) 43                                                                           |
| 1976 — |
| - Un couple dans la ville (MP 2000) 50                                                                    |
| - Water Show - Aquatic Sports (MP 2000) 55                                                                |
| - Richard Morand - Nusicalement (MP 2000) 61                                                              |
| - Janko Nilovic & Dave Sucky - Ballad for a Horse / Rush On the Ball (MP 2000)                            |
| - Los astros (S'Germain des pres)                                                                         |
| - Guitare clasique (MP 2000) 69                                                                           |
| - Pop Shopin' (MP 2000) 71                                                                                |
| - Panorama (MP 2000) 74                                                                                   |
| - Super America (MP 2000) 103                                                                             |
| - Atchika Boum                                                                                            |
| - V.A. - Jingle for You (Cre Sound)                                                                       |
| - Hervé Roy / Janko Nilovic - "Fugue a katmandou / La nuit est une fete                                   |
| - Janko Nilovic / Noel Magali - "Coloquinte"                                                              |
| - Christmas Roses (Zéro)                                                                                  |
| - V.A. - Les N°1 du hit-parade de la musique publicitaire (Zéro)                                          |
| - Star Cat Local Band directed by Janko Nilovic (Cat Music)                                               |
| 1977 — |
| - Concerto pour un fou (MP 2000) 82                                                                       |
| 1978 — |
| - Un homme dans l'univers (MP 2000) 84                                                                    |
| - Samsong (Trema)                                                                                         |
| - L'ensemble de trombones de Paris performs Suite Balkanique & double concerto by Janko Nilovic (Crystal) |
| - Pepmusic                                                                                                |
| - Sweet Colours (Crea Sound)                                                                              |
| - Wind of the East                                                                                        |
| 1979 — |
| - Un piano dans l'ouest (MP 2000) 86                                                                      |
| - Histoires sans parole (MP 2000) 88                                                                      |
| - Balkans Impression (Selection)                                                                          |
| - Orsho Michel - Orchestre Nilovic J. - Dis lui bien que je l'aime (Riv)                                  |
| - Hoffman Marc - Orchestre Nilovic J. - Dis lui bien que je l'aime (AZ)                                   |
| - Daniel White - Le meonde musical de racine (MPS)                                                        |
| 1981 — |
| - Michel Becquet - Trombone extraordinaire (Simphony Land)                                                |
| - The String Orchestra (Selection)                                                                        |
| 1990 — |
| - Neo baroque luxurian (FEF)                                                                              |
| 1991 — |
| - Neobaroque luxuriant chamber music (Forest/Eurodif)                                                     |
| 1992 — |
| - Extra Strong (Forest/Eurodif)                                                                           |
| 1993 — |
| - Pianos a deauville, Music for 2 pianos (Forest/Eurodif)                                                 |
| 2000 — |
| - The Best Of Janko Nilovic - Impressions Vol.1 (Dare-Dare)                                               |
| - The Best Of Janko Nilovic - Impressions Vol.2 (Dare-Dare)                                               |
| 2002 — |
| - Paris Pop Galaxy (Cosinus)                                                                              |

- 2016 Supra Hip Hop Impressions (Broc)
- 2020 Maze of sounds (као Janko Nilovic & The Soul Surfers) (Broc)[9]